# Залив Академии
Залив Академии — залив Охотского моря на Дальнем Востоке России на территории Хабаровского края. Длина — 110 км, ширина у входа — 61 км, глубины до 45 м. Зимой замерзает.
Перед входом в залив Академии расположены Шантарские острова.
Сам залив Академии разделяется на заливы Константина, Николая и Ульбанский. Западный берег образует Тугурский полуостров.

## История
Своё название залив получил в честь Петербургской академии наук. Его назвал российский путешественник и географ А. Ф. Миддендорф во время своей экспедиции 1842−1845 годов в Северную Сибирь и на Дальний Восток.
В 1847 году в залив Академии по распоряжению командира Охотской флотилии и Охотского порта капитан-лейтенанта И. В. Вонлярлярского был послан транспорт «Охотск» под командованием капитан-лейтенанта В. К. Поплонского. Штурманы транспорта обследовали и описали бухту (залив) Константина и Ульбанскую губу (залив).
В 1849 году залив обследован Г. И. Невельским с транспорта «Байкал».
Расположенный в заливе мыс Гроте получил своё название в 1849 году в честь Эдуарда Васильевича Гроте (1824—1859), члена экипажа транспорта «Байкал».